# Альтеплаза
Альтеплаза (англ. rt-PA), біосинтетична форма людського тканинного активатора плазміногену (англ. t-PA), є тромболітичним препаратом, який використовується для лікування гострого ішемічного інсульту, гострого інфаркту міокарда з підйомом сегмента ST (різновид серцевого нападу), легенева емболія, пов'язана з низьким артеріальним тиском, також для розблокування тромбованого центрального  венозного катетера. Його вводять шляхом ін'єкції у вену або артерію. Альтеплаза є тим самим, що й звичайний активатор плазміногену людини, який виробляється в ендотеліальних клітинах судин і синтезується за допомогою технології рекомбінантної ДНК у клітинах яєчників китайського хом'яка (англ. Chinese hamster ovary (CHO)). Альтеплаза викликає розпад згустку шляхом індукції фібринолізу.

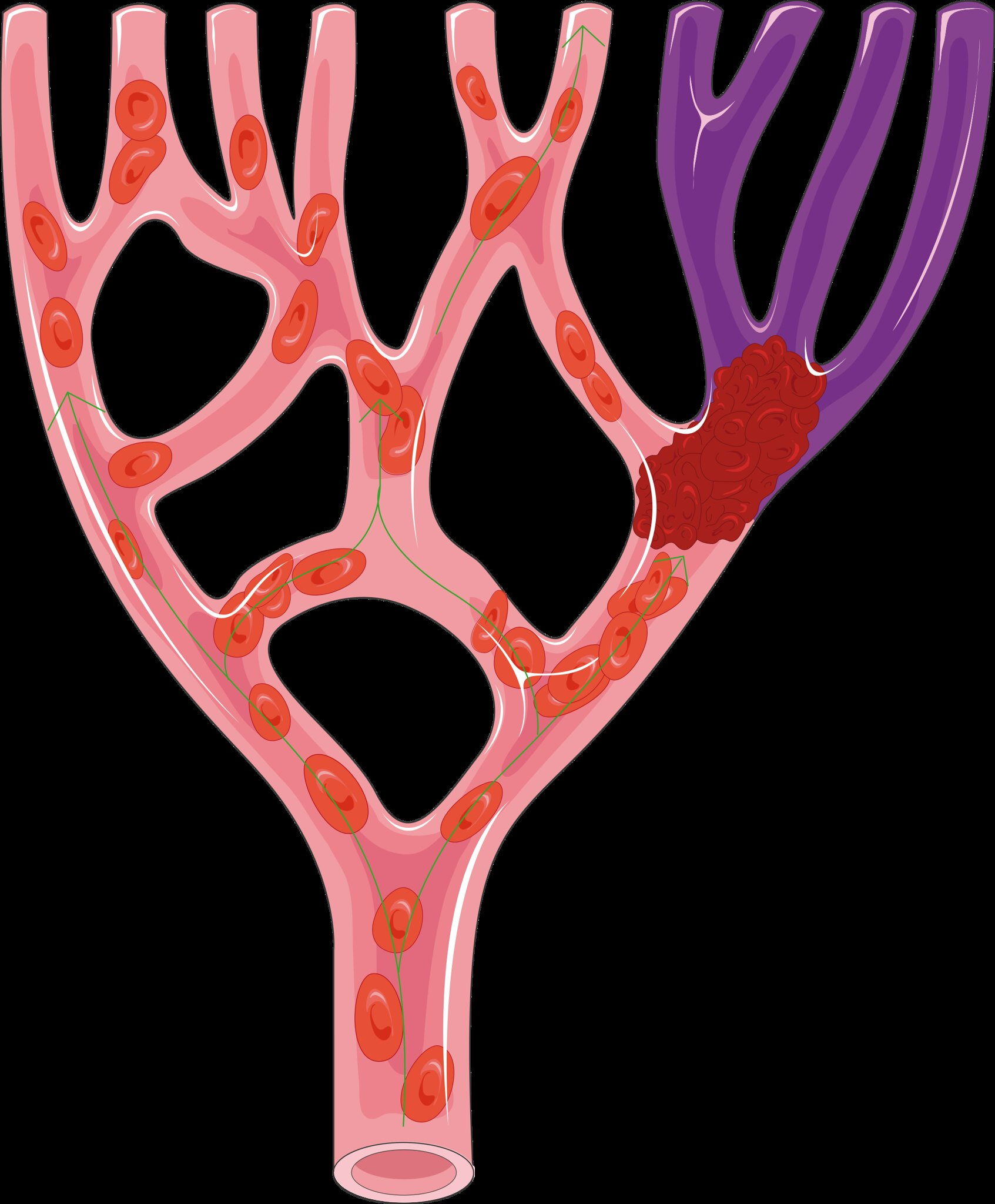
Кровотік, утруднений згорнутою кров'ю, яку потенційно можна повернути альтеплазою.

## Історія

### Схвалення FDA та зміна парадигми
Альтеплаза була схвалена для медичного використання в США в листопаді 1987 року для лікування інфаркту міокарда. Це сталося лише через сім років після перших спроб виробництва рекомбінантного t-PA, що зробило її одною із найшвидших розробок ліків в історії.
У 1995 році дослідження Національного інституту неврологічних розладів та інсульту показало ефективність внутрішньовенного введення альтеплази для лікування ішемічного інсульту. Це спричинило зміну медичної парадигми, оскільки було перероблено лікування інсульту у відділенні невідкладної допомоги, щоб забезпечити своєчасну оцінку та терапію пацієнтів з ішемічним інсультом.

### Комерціалізація
Комерціалізація та широкомасштабне виробництво людського t-PA стало можливим завдяки генеруванню клітин яєчників китайського хом'яка, які здатні виробляти альтеплазу (рекомбінантний людський t-PA) за допомогою технології рекомбінантної ДНК. Бренди включають Activase та Cathflo Activase, що продаються компанією Genentech Inc. у США, та Actilyse, що продається компанією Boehringer Ingelheim у Німеччині.

## Медичне використання
Альтеплаза в основному використовується для лікування гострого ішемічного інсульту, гострого інфаркту міокарда, гострої масивної легеневої емболії та блокованих катетерів. Подібно до інших тромболітичних препаратів, альтеплаза використовується для розчинення тромбів для відновлення тканинної перфузії, але це може змінюватися залежно від патології. Як правило, альтеплаза доставляється внутрішньовенно в організм. Для «очищення» блокованих катетерів альтеплазу вводять безпосередньо в катетер.
Альтеплазу також використовували не за призначенням для лікування тромбозу глибоких вен, захворювання периферійних артерій, плеврального випоту у дітей, тромбозу протезного клапана, обмороження та перитоніту.

### Ішемічний інсульт
У дорослих з діагнозом гострий ішемічний інсульт тромболітичне лікування альтеплазою є стандартом лікування на ранніх стадіях лікування (впродовж 4,5 годин після появи симптомів — «терапевтичне вікно»). Якщо механічна тромбектомія недоступна, альтеплазу можна розглянути протягом 9 годин після появи симптомів.
Застосування альтеплази асоціюється з покращенням функціональних результатів і зниженням частоти інвалідності. Альтеплаза, яка використовується разом з механічною тромбектомією, пов'язана з кращими результатами. Проте використання обмежено, якщо існує ризик сильної кровотечі або якщо може бути інша причина симптомів інсульту. Альтеплаза не рекомендована людям з інсультом, що не призводить до інвалідності.
Для пацієнтів із раннім повторним ішемічним інсультом повторне застосування альтеплази може бути безпечним та ефективним.
Альтеплаза також широко використовується у дітей, хоча рекомендації ще не стандартизовані, як для дорослих.

### Інфаркт міокарда
В даний час переважною терапією інфаркту міокарда з підйомом ST (STEMI) є черезшкірне коронарне втручання (ЧКВ, англ. PCI). Проте ЧКВ доступне лише в 25 % лікарень у Сполучених Штатах; альтеплаза рекомендована, якщо пацієнт перебуває в лікарні, де не проводиться ЧКВ, і його не можна перевести на ЧКВ менш ніж за 120 хвилин. Альтеплазу також можна використовувати до прибуття в лікарню, якщо очікується, що час транспортування становитиме більше 30 хвилин.
Альтеплазу можна застосовувати разом з аспірином і гепарином. Було виявлено, що прискорена інфузія альтеплази суттєво знижує смертність порівняно з неприскореною інфузією, хоча вона також трохи підвищує ризик великої кровотечі.
Альтеплазу не слід застосовувати у випадках гострого коронарного синдрому, окрім STEMI.

### Легенева емболія
Станом на 2019 рік альтеплаза є найпоширенішим препаратом для лікування тромбоемболії легеневої артерії (ТЕЛА). Альтеплаза має короткий час інфузії 2 години та період напіввиведення 4–6 хвилин. Альтеплаза була схвалена FDA, і лікування може проводитися за допомогою системного тромболізису або катетерного тромболізису.
Системний тромболізис може швидко відновити функцію правого шлуночка, частоту серцевих скорочень і артеріальний тиск у пацієнтів із гострою ТЕЛА. Проте, стандартні дози альтеплази, які використовуються при системному тромболізисі, можуть призвести до масивної кровотечі, наприклад, внутрішньочерепного крововиливу, особливо у літніх пацієнтів. Систематичний огляд показав, що низькі дози альтеплази безпечніші та настільки ж ефективні, як стандартні дози.
Катетерний тромболізис може бути більш ефективним, ніж системний тромболізис, оскільки альтеплаза вводиться локально в місце оклюзії, і вимивання препарату в інші кровоносні судини зводиться до мінімуму. Ця процедура включає в себе розміщення катетера з кількома бічними отворами в тромб.
Альтеплазу можна використовувати для лікування ТЕЛА, якщо пацієнти мають високий ризик ускладнень, наприклад, якщо:
- вони гіпотензивні з систолічним артеріальним тиском менше 90 мм рт.ст.[32][33]
- у них зупинка серця, ймовірно, викликана емболією легеневої артерії[32]
- їх клінічний огляд показує ознаки погіршення або погіршення симптомів[33]

### «Заблоковані» катетери
Альтеплазу можна використовувати в невеликих дозах для видалення тромбів, які закупорюють катетер, повторно відкриваючи катетер, щоб його можна було продовжувати використовувати. Обструкція катетера зазвичай спостерігається при центральному венозному катетері. В даний час[коли?] стандартним лікуванням обструкції катетера в Сполучених Штатах є введення альтеплази. Альтеплаза є ефективним для лікування блокованих катетерів у дорослих і дітей, з низьким ризиком. Загалом побічні ефекти альтеплази зустрічаються рідко. Нові альтернативи для лікування оклюзії катетера, такі як тенектеплаза, ретеплаза та рекомбінантна урокіназа, пропонують менший час перебування, ніж альтеплаза.

## Протипоказання
Людина не повинна отримувати лікування альтеплазою, якщо тестування показує, що вона не страждає від гострого ішемічного інсульту або якщо ризик лікування переважує ймовірну користь. Альтеплаза протипоказана особам із порушеннями згортання крові, які підвищують схильність людини до кровотеч, і особам із аномально низьким рівнем тромбоцитів. Активна внутрішня кровотеча і підвищений артеріальний тиск є додатковими протипоказаннями для альтеплази. Безпека альтеплази в педіатричній практиці остаточно не визначена. Додаткові протипоказання для альтеплази при застосуванні спеціально для лікування гострого ішемічного інсульту включають поточний внутрішньочерепний крововилив і субарахноїдальний крововилив. Протипоказання до застосування альтеплази у людей з STEMI такі ж, як і при гострому ішемічному інсульті. Люди з гострим ішемічним інсультом також можуть отримати інші методи лікування, включно з механічною тромбектомію.

## Побічні ефекти
Враховуючи, що альтеплаза є тромболітичним препаратом, поширеним побічним ефектом є кровотеча, яка може бути небезпечною для життя. Побічні ефекти альтеплази включають симптоматичний внутрішньочерепний крововилив і смертельний внутрішньочерепний крововилив.
Ангіоневротичний набряк є ще одним несприятливим ефектом альтеплази, який може бути небезпечним для життя, якщо дихальні шляхи закупорюються. Інші побічні ефекти рідко можуть включати алергічні реакції. Альтеплаза є препаратом категорії C для вагітності.

## Механізм дії

Зображення шляху, який використовує альтеплаза (t-PA) для сприяння розпаду тромбу (фібрину).

Альтеплаза зв'язується з фібрином у згустку крові та активує зв'язаний із згустком плазміноген. Альтеплаза розщеплює плазміноген у місці його пептидного зв'язку Arg561-Val562 з утворенням плазміну. Плазмін — це фібринолітичний фермент, який розщеплює перехресні зв'язки між полімеризованими молекулами фібрину, спричиняючи руйнування та розчинення тромбу, цей процес називається фібринолізом.

### Регулювання і гальмування
Інгібітор активатора плазміногену 1 припиняє активність альтеплази шляхом зв'язування з нею та утворення неактивного комплексу, який видаляється з кровотоку печінкою. Фібриноліз плазміном надзвичайно короткочасний через інгібітори плазміну, які інактивують і регулюють активність плазміну.

## Суспільство і культура
У 2019 році ВООЗ включила альтеплазу до списку основних лікарських засобів для лікування ішемічного інсульту.
Оскільки раннє застосування альтеплази є важливим при ішемічному інсульті, затримка лікування викликає серйозне занепокоєння. Існує багато причин для затримки, включно з відсутністю доступу до медичної допомоги, пізнє звернення, пізню оцінку, неправильний діагноз та лікування супутніх захворювань.
Альтеплаза надзвичайно мало використовується в країнах з низьким і середнім рівнем прибутку. Це може бути пов'язано з його високою вартістю та тим фактом, що він часто не покривається медичним страхуванням.
У літературі про альтеплазу при ішемічному інсульті може бути упереджене цитування, оскільки дослідження, які повідомляють про позитивні результати для тканинного активатора плазміногену, частіше цитуються в наступних дослідженнях, ніж ті, які повідомляють про негативні або нейтральні результати.
Існує статева різниця у використанні внутрішньовенного тканинного активатора плазміногену, оскільки він рідше застосовується жінками з гострим ішемічним інсультом, ніж чоловікам. Однак ця різниця покращується з 2008 року.

### Економіка
Вартість альтеплази в Сполучених Штатах зросла на 111 % між 2005 і 2014 роками, незважаючи на відсутність пропорційного зростання вартості інших ліків, що відпускаються за рецептом. Однак альтеплаза продовжує бути економічно ефективною.

### Синоніми
Alteplase, Актилізе (Actilyse), Activase, Cathflo, Cathflo Activase.